# 人氣聲優的養成方式
《人氣聲優的養成方法》是MintCUBE在2017年1月27日發售的戀愛冒險類型成人遊戲，後來由ENTERGRAM於2018年1月25日發售PlayStation Vita與PlayStation 4版。

## 故事
永倉啓人由於母親惠奈腰痛需要住院半年以上的關係，與妹妹小夏暫時代替她接任管理員職務而住進成香台學園的藝能科女生宿舍「舞風寮」。

## 角色

### 主要角色
永倉啓人
本作的主角。成香台學園的藝能科二年級學生，所屬廣播社。過去曾是童星。
瀨能逸美（聲優：遥そら）
身高：160cm，三圍：B91（G）/W57/H89，生日：4月4日，血型：A型
啓人的同學，擔任學生會長兼舞風寮的宿舍長。在聲優事務所「Production Bloom」（プロダクション・ブルーム）任職兩年的聲優。
永倉小夏（聲優：くすはらゆい）
身高：152cm，三圍：B87（G）/W55/H84，生日：1月18日，血型：AB型
啓人的妹妹和學妹，與哥哥同時接任舞風寮的管理員職務。
來栖祐果子（聲優：奏雨）
身高：157cm，三圍：B88（F）/W56/H86，生日：12月29日，血型：A型
在聲優事務所「Club Foot」（クラブフット）任職三年的人氣聲優，後來到轉學到啓人的班級並住進舞風寮。

### 其他角色
新条音杏（聲優：卯衣）
啓人的同學，舞風寮的住宿學生。在藝人事務所主要從事雜誌模特兒工作。
脇坂要（聲優：滑川咲華）
Production Bloom的經紀人，畢業於成香台學園。
脇坂徹心（聲優：ディック・ランボー）
啓人的同學，香奈芽的弟弟。所屬廣播社。在模特兒事務所任職。
榊圭治朗（聲優：鳩マン軍曹）
錄音公司的音響監督。過去曾是演員和聲優。

## 主題曲
片頭曲：「彩虹色未來」（虹色ミライ）
作詞：Duca，作曲、編曲：chokix，主唱：遥そら
片尾曲：「Say to you」
作詞：Duca，作曲、編曲：chokix，主唱：Duca

## 外部連結
- PC版官方網站 （页面存档备份，存于）（日語）
- PS4/PSV版官方網站 （页面存档备份，存于）（日語）